# Overboard
Overboard (bra: Um Salto para a Felicidade; prt: Pela Borda Fora) é um filme de comédia romântica estadunidense de 1987, dirigido por Garry Marshall, escrito por Leslie Dixon e vagamente inspirado no filme italiano de 1974 Swept Away. O filme é estrelado por Goldie Hawn e Kurt Russell, e produzido por Roddy McDowall, que também coestrelou. A trilha sonora do filme foi composta por Alan Silvestri. Embora tenha recebido críticas mistas e tenha sido um sucesso moderado nas bilheterias, Overboard tornou-se popular através da televisão a cabo e recebendo um status de filme cult, ganhando vários remakes.
Uma adaptação livre de Overboard é o filme de Bollywood de 1992 Ek Ladka Ek Ladki, dirigido por Vijay Sadanah e estrelado por Salman Khan e Neelam Kothari. O filme indiano de 1997, Mayaponman, é outra adaptação livre estrelado por Dileep, Kalabhavan Mani e Mohini.
O drama sul-coreano de 2006 Hwan-sang-eui Keo-peul, estrelado por Han Ye-seul e Oh Ji-ho e dirigido por Kim Sang Ho, também é uma adaptação livre do filme.
Um remake estava sendo planejado em 2016, com Jennifer Lopez e Will Smith, que o produziriam em conjunto com James Lassiter. Um filme reimaginado com o mesmo nome Overboard, estrelado por Anna Faris e Eugenio Derbez, foi lançado em 4 de maio de 2018. Os papéis principais são revertidos em relação ao original de 1987. Derbez interpreta um homem rico que cai de seu iate e é encontrado pela personagem de Faris, uma mãe solteira que o convence de que ele é seu marido.

## Sinopse
A herdeira Joanna Stayton está acostumada a uma vida rica com o marido, Grant Stayton III. Enquanto aguarda a reparação do seu iate na aldeia rural de Elk Cove, Oregon, ela contrata o carpinteiro local Dean Proffitt para remodelar seu armário. Ele suporta sua atitude rude e condescendente e produz um trabalho de qualidade, que é dispensado por ela por usar carvalho em vez de cedro, apesar de ela não ter solicitado isso no início.
Ele concorda em refazer o armário, se for pago pelo trabalho que já fez. Ela se recusa a pagar, e eles têm uma discussão, durante a qual ele observa que ela está inventando coisas para reclamar, porque sua vida é tão mimada e chata. Isso é ouvido pela tripulação do iate no interfone, que o aplaude por tê-la dispensado. A discussão deles termina com ela empurrando-o para fora do iate e jogando suas ferramentas no mar.
Naquela noite, quando o iate parte, Joanna entra no convés para recuperar seu anel de casamento e cai no mar. No dia seguinte, uma notícia é exibida no noticiário da TV local sobre ela ter sido retirada da água por um navio que transporta lixo pelas vias navegáveis. Ela sofre de amnésia e é levada ao hospital local, onde ninguém pode determinar sua identidade. Depois que Grant descobre que ela caiu no mar, ele volta para recuperá-la. Depois de ver seu estado mental e ela atacando funcionários do hospital, ele nega conhecê-la e volta ao iate para embarcar em uma farra de festas com mulheres mais jovens.
Depois de ver sua história no noticiário, Dean, um viúvo pobre com quatro filhos, que não pode pagar uma empregada, procura fazer Joanna trabalhar para pagar o prejuízo que lhe causou. Ele vai ao hospital e diz que ela é Annie, sua esposa há treze anos e mãe de seus quatro filhos. Ela relutantemente vai para casa com ele e fica horrorizada com a residência dele.
Joanna inicialmente tem dificuldade em lidar com os filhos de Dean e a pesada carga de tarefas, mas ela logo se adapta. Ao dominar suas responsabilidades, ela aprende sobre os problemas da escola e da família dos meninos, e que Dean está secretamente trabalhando em dois empregos para pagar contas. Ela se apaixona por ele e desenvolve o amor maternal por seus filhos, educa-os, organiza a casa e começa a simplificar os problemas financeiros com um orçamento mais eficiente. Joanna também convence Dean a ser pai de seus filhos, em vez de simplesmente ser amigo deles, pois seus filhos estão mal na escola e o mais novo luta com a alfabetização, mas ele simplesmente deixa essas questões de lado em vez de resolvê-las.
Joanna realiza o sonho de Dean, ajudando-o a criar um campo de golfe temático. Embora ele também tenha se apaixonado por ela, ele tenta, mas não consegue dizer a verdade sobre sua identidade. Billy, um amigo que criou fotos falsas do casal para cimentar o álibi de seu casamento, diz a Dean que sua família precisa de Joanna.
A mãe de Joanna, Edith, descobre que Grant abandonou Joanna no hospital e estava mentindo para ela sobre o estado da filha. Depois que Edith ameaça Grant, ele relutantemente termina a festa e volta para Elk Cove para recuperar Joanna, cuja memória é instantaneamente restaurada ao vê-lo. Ela fica chocada e magoada quando percebe que Dean mentiu e a usou. Então volta com Grant para o iate.
Joanna agora acha seu velho estilo de vida chato e pretensioso. Ela fica particularmente ofendida com a grosseria e altivez de Grant e Edith tratando a equipe do barco. Ela pede desculpas ao mordomo, Andrew, por seu tratamento maldoso com ele. Ele então ajuda Joanna a perceber como ela estava feliz com Dean e seus filhos. Joanna comanda o iate e volta para Elk Cove. Grant e Joanna revelam que nunca se amaram. Dean e os meninos chegam em um barco-patrulha portuário com a intenção de resgatar Joanna, mas são chamados devido a avistamentos de caçadores de salmão. Dean pega um colete salva-vidas e mergulha na água em direção ao iate e Joanna faz o mesmo. Furioso com Joanna por abandoná-lo, Grant mira nela com uma flecha, mas é jogado no mar por Andrew. Depois de se reunirem, Joanna diz a Dean que todo o dinheiro é realmente dela, não de Grant. Enquanto os garotos fazem ansiosamente suas listas de Natal, Dean pergunta a Joanna o que ele poderia dar a ela que ela já não tem. Joanna sorri e responde: "Uma garotinha".

## Elenco
- Goldie Hawn .... Joanna Stayton/Annie Proffitt
- Kurt Russell .... Dean Proffitt
- Edward Herrmann .... Grant Stayton III
- Katherine Helmond .... Edith Mintz
- Roddy McDowall .... Andrew
- Michael G. Hagerty .... Billy Pratt
- Brian Price .... Travis Proffitt
- Jared Rushton .... Charlie Proffitt
- Jamie Wild .... Greg Proffitt
- Jeffrey Wiseman .... Joey Proffitt
- Henry Alan Miller .... Dr. Norman Korman
- Hector Elizondo .... capitão Tenati
- Sven-Ole Thorsen .... Olaf
- Garry Marshall .... Drummer
- Ray Combs .... policial no hospital
- Doris Hess .... diretora Adele Burbridge
- Frank Buxton .... Wilbur Budd

## Recepção
No Rotten Tomatoes, o filme mantém um índice de aprovação de 43% com base em 30 comentários, com uma classificação média de 5,05/10. Em Metacritic, o filme tem uma pontuação média ponderada de 53 de 100, com base em 13 críticos, indicando "críticas mistas ou médias". As audiências consultadas pelo CinemaScore deram ao filme uma nota média de "A-" na escala A+ a F.

### Bilheteria
O filme foi geralmente considerada um sucesso moderado, arrecadando cerca de 27 milhões dólares no mercado interno, mas retornou ao lucro através da televisão por cabo.

## Trilha sonora
O CD da trilha sonora composta por Alan Silvestri está disponível no Music Box gravadora ( website ).

## Principais prêmios e indicações
Young Artist Awards 1989 (EUA)
- Indicado nas categorias de Melhor Filme de Comédia para a Família e Melhor Ator Jovem em Filme - Comédia / Fantasia (Jamie Wild).

## Local de Filmagem
Newport, Oregon, USA